# Героям Сумщини
«Героям Сумщини» — монумент, який знаходиться у місті Суми, у сквері на Привокзальній площі (колишня «Площа ім. 60-річчя СРСР»), встановлений у 1967 році до урочистостей, присвячених присвоєнню Сумській області ордена Леніна, за активну участь у партизанському русі.

## Опис
Монумент складається з двох частин. Перша — це скульптурна група з чавуну, що показує представників трьох поколінь, які об'єдналися для спільної боротьби з військами гітлерівської коаліції в часи німецько-радянської війни. Друга частина — це 22-метрова стела, нижня частина якої укріплена трьома гранітними плитами чорного кольору.
На плиті ліворуч викарбувано:

вгорі — «Споруджено у ювілейному році | Великого Жовтня | 1967»,

знизу — «Автори: | скульптор Б. Нікончук | архітектор С. Тутученко | за участю арх. А. Дейнеки».
На плиті всередині знаходяться вірші П. Воронька:

Доки сонце світити буде
І хліб на землі родитись —
Сумщини вдячні люди
Героями будуть гордитись.
На плиті праворуч викарбувано:

вгорі-зліва — зображення Ордена Леніна,

знизу-справа — «За активну участь у партизанському русі, мужність і стійкість, виявлені трудящими Сумської області в боротьбі з німецько-фашистськими загарбниками в період Великої Вітчизняної війни і за успіхи, досягнуті в розвитку народного господарства Указом Президії Верховної Ради СРСР від 22 червня 1967 р. Сумська область нагороджена Орденом Леніна».